# Désiré Ligon
Désiré Justin L. Ligon (Bruxelles, 12 marzo 1931 – Bruxelles, 4 febbraio 2018) è stato un cestista belga.

## Carriera
Con il Belgio ha disputato i Giochi olimpici di Helsinki 1952 e due edizioni dei Campionati europei (1951, 1953).

## Palmarès
- Campionato belga: 3

Semailles: 1948-49, 1949-50, 1950-51
- Coppa del Belgio: 4

Semailles: 1954, 1955, 1956, 1958